# Robin Jansson
Per Tony Robin Jansson (pronunciación en sueco: /ˈrɔ̌bːɪn ˈjɑ̌ːnsɔn/; Trollhaettan, Västra Götaland, Suecia; 15 de noviembre de 1991) es un futbolista sueco. Juega de defensa central y su equipo actual es el Orlando City de la Major League Soccer. Es internacional absoluto con la selección de Suecia desde 2019.

## Trayectoria
Jansson comenzó su carrera en las inferiores del BK Häcken, y debutó con el primer equipo el 19 de mayo de 2010 contra el Östersunds FK en la tercera ronda de la Copa de Suecia. Fue enviado a préstamo al FC Trollhättan de la Division 1 Södra en la temporada 2011.
No tuvo éxito en su club, y Jansson jugó para clubes amateurs de Suecia en los siguientes años, incluso tuvo que conseguir un segundo trabajo en una fábrica de herraduras.
Llegó a la Allsvenskan en abril de 2018 y fichó por el AIK, debutando en la primera categoría el 18 de abril ante el Örebro SK. Ese año, Jansson sorpresivamente se convirtió en uno de los titulares del equipo, y el 11 de noviembre de 2018 anotó el gol de la victoria 1-0 al Kalmar FF que aseguró el título de la Allsvenskan para el club, luego de una sequía de nueve años.
El 12 de marzo de 2019, Jansson fichó por el Orlando City de la MLS estadounidense. Debutó el 23 de marzo en la victoria por 1-0 sobre los New York Red Bulls.

## Selección nacional
Tras ganar la liga sueca con el AIK, el entrenador de la selección de Suecia, Janne Andersson, citó al jugador en diciembre de 2018. Debutó con su selección el 8 de enero de 2019 en un amistoso contra Finlandia.

## Estadísticas
Actualizado al último partido disputado el 8 de marzo de 2020.
| BK Häcken · Suecia                                                                                     |               |               |     |   |    |   |   |    |     |   |
| 1.ª | 2010          | 0             | 0   | 1 | 0  | 0 | 0 | 1  | 0   |   |
| Total club                                                                                             | Total club    | 0             | 0   | 1 | 0  | 0 | 0 | 1  | 0   |   |
| FC Trollhättan · Suecia                                                                                |               |               |     |   |    |   |   |    |     |   |
| 3.ª | 2011          | 1             | 0   | 0 | 0  | - | - | 1  | 0   |   |
| Total club                                                                                             | Total club    | 1             | 0   | 0 | 0  | 0 | 0 | 1  | 0   |   |
| IK Oddevold · Suecia                                                                                   |               |               |     |   |    |   |   |    |     |   |
| 3.ª | 2016          | 23            | 2   | - | -  | - | - | 23 | 2   |   |
| 3.ª | 2017          | 23            | 0   | 5 | 0  | - | - | 28 | 0   |   |
| Total club                                                                                             | Total club    | 46            | 2   | 5 | 0  | 0 | 0 | 51 | 2   |   |
| AIK · Suecia                                                                                           |               |               |     |   |    |   |   |    |     |   |
| 1.ª | 2018          | 25            | 2   | 3 | 1  | 3 | 0 | 31 | 3   |   |
| Total club                                                                                             | Total club    | 25            | 2   | 3 | 1  | 3 | 0 | 31 | 3   |   |
| Orlando City Estados Unidos                                                                            |               |               |     |   |    |   |   |    |     |   |
| 1.ª | 2019          | 28            | 0   | 4 | 1  | - | - | 32 | 1   |   |
| 1.ª | 2020          | 2             | 0   | 0 | 0  | - | - | 2  | 0   |   |
| Total club                                                                                             | Total club    | 30            | 0   | 4 | 1  | 0 | 0 | 34 | 1   |   |
| Total carrera                                                                                          | Total carrera | Total carrera | 102 | 4 | 13 | 2 | 3 | 0  | 118 | 6 |
| (1) Incluye datos de la Copa de Suecia y la US Open Cup (2) Incluye datos de la Liga Europa de la UEFA |               |               |     |   |    |   |   |    |     |   |

## Palmarés

### Títulos nacionales
| Título      | Club | País   | Año  |
| ----------- | ---- | ------ | ---- |
| Allsvenskan | AIK  | Suecia | 2018 |